# Салабайкаси
Салабайка́си (рос. Салабайкасы, чув. Салапай) — присілок у складі Чебоксарського району Чувашії, Росія. Входить до складу Вурман-Сюктерського сільського поселення.
Населення — 176 осіб (2010; 153 у 2002).
Національний склад:
- чуваші — 99 %